# Spasoje Nikolić
Spasoje Nikolić - Pacika (6. maj 1922, Bitolj, Kraljevina Srba, Hrvata i Slovenaca, danas Republika Makedonija — 14. oktobar 1978, Krej, Francuska) bio je jugoslovenski fudbaler.

## Karijera
Nikolić je vrhunac svoje karijere ipak dostigao u Zapadnoj Evropi.
Zbog službovanja svog oca, državnog činovnika, preseljen je u Obrenovac tridesetih godina 20.veka. U Obrenovcu je stekao svoje prvo obrazovanje i kao dečak zaigrao u podmlatku obrenovačkog sportskog kluba "Bogoljub". Kao šesnaestogodišnjak, ušao je u prvi tim "Bogoljuba" 1938. godine i tu igrao do septembra 1944. godine. U tom razdoblju "Bogoljub" se takmičio u Kolubarskoj Župi Valjevskog loptačkog saveza, izuzev u sezoni 1941/42, zbog ratnih dešavanja. Spasoje Nikolić - Pacika je sa ovim klubom osvojio prvenstvo Kolubarske Župe u sezoni 1943/44. Kao obveznik Nacionalne službe za obnovu Srbije, igrao je u reprezentaciji ove organizacije koja je gostovala u skoro svim većim gradovima okupirane Srbije. U tom timu su, pored Pacike, igrali i obrenovački fudbaleri Sava Milovanović - Savika, Miodrag Brnović - Mija, Aleksandar Hristić - Aca i Stanko Milovanović - Pop. Najveća zvezda ovog tima, koji je predstavljao nezvaničnu reprezentaciju Srbije, bio je Rajko Mitić, kasnije jedan od najvećih fudbalera nove države, a danas legenda srpskog i jugoslovenskog fudbalskog sporta.
Kao mobilizovanog pripadnika Jugoslovenske vojske u otadžbini, Spasoja Nikolića je od oktobra 1944. pratila životna drama kroz putešestvije od Obrenovca, preko Bosne i Slovenije, do Italije. U emigraciji je igrao fudbal u pariskom Rasingu od 1945. do 1949. Četiri sezone igra u Prvoj Diviziji i obezbeđuje pobedu svog tima u Kupu Francuske u sezoni 1948/49. Iako je bio u startnoj postavi u polufinalu, Pacika ipak ne igra u finalu Kupa. Postoje podaci da je Pacika odigrao 30 utakmica i dao 10 golova za pariski tim.
Put profesionalnog fudbalera ga vodi u Italiju, u FK Venecija, gde igra u sezonama 1949/50 (18/1) i 1950/51 (33/6). Međutim, njegov klub ispada iz Prve Lige već krajem prve sezone.
Nikolić se 1951. vraća u Francusku i igra u Stad Renu od 1951. do 1953. godine (38/8), a karijeru završava u FC AS (Association Sportive Aixoise) iz , gde igra u Drugoj Ligi (Division 2).
Kao tener, sa prekidima, angažuje se u francuskim nižerazrednim timovima : AS Aixoise (1959-1960), AS Béziers (1966-1967) i AS Creil.

Umro je u Francuskoj 1978. u 56. godini.
Bio je oženjen Francuskinjom. Ima ćerku Korinu.
Njegova preživela generacija smatra ga i danas najvećim fudbalerom obrenovačkog fudbala svih vremena. 

## Spoljašnje veze
- Spasoje Nikolić